# Gendt
Gendt is een dorp met historische stadsrechten in Nederland, in de provincie Gelderland. De plaats ligt in de landstreek de Betuwe en hoort bij de gemeente Lingewaard. Tot en met het jaar 2000 was Gendt een zelfstandige gemeente. De plaats ligt aan de rivier de Waal, die de zuidgrens van het Gendtse grondgebied vormt. In het noorden van het buitengebied van de plaats loopt de rivier de Linge. Gendt ligt ongeveer vijf kilometer ten noordoosten van de stad Nijmegen. De plaats had 7.310 inwoners op 1 januari 2023.

## Geschiedenis
De oudste vermelding van Gendt dateert uit 793 in een schenking van goederen te Gendt aan de abdij van Lorsch. Deze abdij verkreeg in de 9e eeuw nog meer goederen in de Betuwe, onder andere van de lokale edelman Lantward en diens zoon Gerward. De abdij stichtte een proosdij in Gendt om de bezittingen in de Betuwe te kunnen beheren. Gerward, die was ingetreden in de abdij, werd rentmeester in Gendt. Hier schreef hij een deel van de Jaarboeken van Xanten. Naast het klooster kwam Gendt ook onder invloed van de Deense viking Rorik, die van keizer Lotharius Gendt in leen had gekregen.
De eerste kerk zou rond 800 zijn gebouwd. Rond het jaar 1000 werd er gesproken van een curtis, oftewel een hof in Gendt. De abdij van Lorsch verkocht in 1228/1229 zijn goederen aan graaf Gerard III. Gendt verkreeg stadsrechten van graaf Otto II van Gelre in het jaar 1233. Otto schonk Gendt in 1255 aan het klooster 's-Gravendaal.
In de middeleeuwen stonden in Gendt diverse kastelen, zoals het Kasteel Gendt en Kasteel Poelwijk. Kasteel Gendt is in de 16e eeuw gesloopt en van Kasteel Poelwijk is alleen nog een toren aanwezig. Aan de zuidwestzijde bevond zich tevens het kasteel Hagevoort.
In 1506 kreeg Henrick van Gent de heerlijkheid Gendt in leen van de hertog Karel van Gelre. In 1681 werd de heerlijkheid verkocht aan Elisabeth Leeuwens. De familie Merkes kreeg Gendt in 1805 in eigendom en bouwde er rond 1850 een kasteeltje, dat in 1866 al weer werd afgebroken.
Gendt had stadsrechten ontvangen maar wist zich nooit tot stad te ontwikkelen. De nabijheid van het grotere Nijmegen en de in de 16e eeuw gewijzigde loop van de Waal waren een rem op de groei van Gendt, dat uiteindelijk een dorp is gebleven.

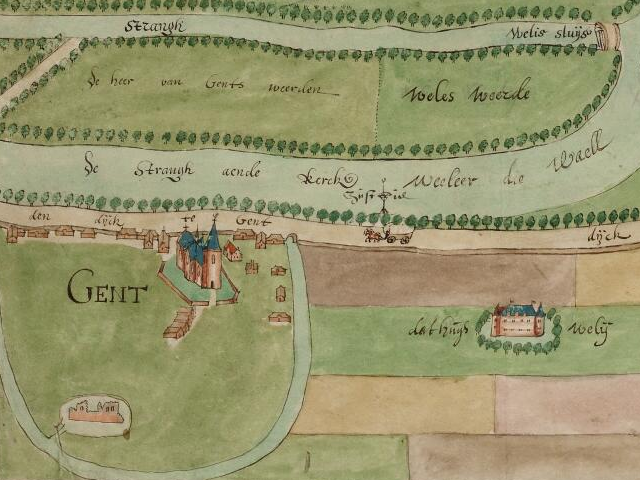
Een oude kaart van Gendt in 1620. Gendt was voorzien van een gracht. Rechts op de kaart is Kasteel Poelwijk (Welij) te zien en linksonder de ruïne van Kasteel Gendt.

### Tweede Wereldoorlog
Gendt was in oktober 1944 nog een van de bruggenhoofden op de linker Rijnoever, die in handen waren van de Duitse bezetter. Op 13 oktober werd de bevolking naar de Liemers geëvacueerd. Pas in april 1945 kon Gendt worden bevrijd. Tegenover het gemeentehuis werd in 1950 het monument Herrijzend Nederland geplaatst, dat herinnert aan de bevrijding. Dit oorlogsmonument werd gemaakt door Ed van Teeseling en Charles Estourgie jr.
In 2009 werd in de Waal bij Gendt een Biber gevonden; dit is een Duitse minionderzeeër uit de Tweede Wereldoorlog. Met dergelijke boten ondernam men in januari 1945 aanvallen op de bruggen vanuit Emmerik.

### Gemeentebestuur
Tot en met het jaar 2000 was Gendt een zelfstandige Betuwse gemeente. Op 1 januari 2001 is de voormalige gemeente Gendt samen met de voormalige gemeentes Huissen en Bemmel opgegaan in een nieuwe gemeente. Deze fusiegemeente was aanvankelijk vernoemd naar de voormalige gemeente Bemmel. Op 1 januari 2003 werd de naam van deze gemeente gewijzigd naar haar huidige naam: Lingewaard.

## Onderwijs

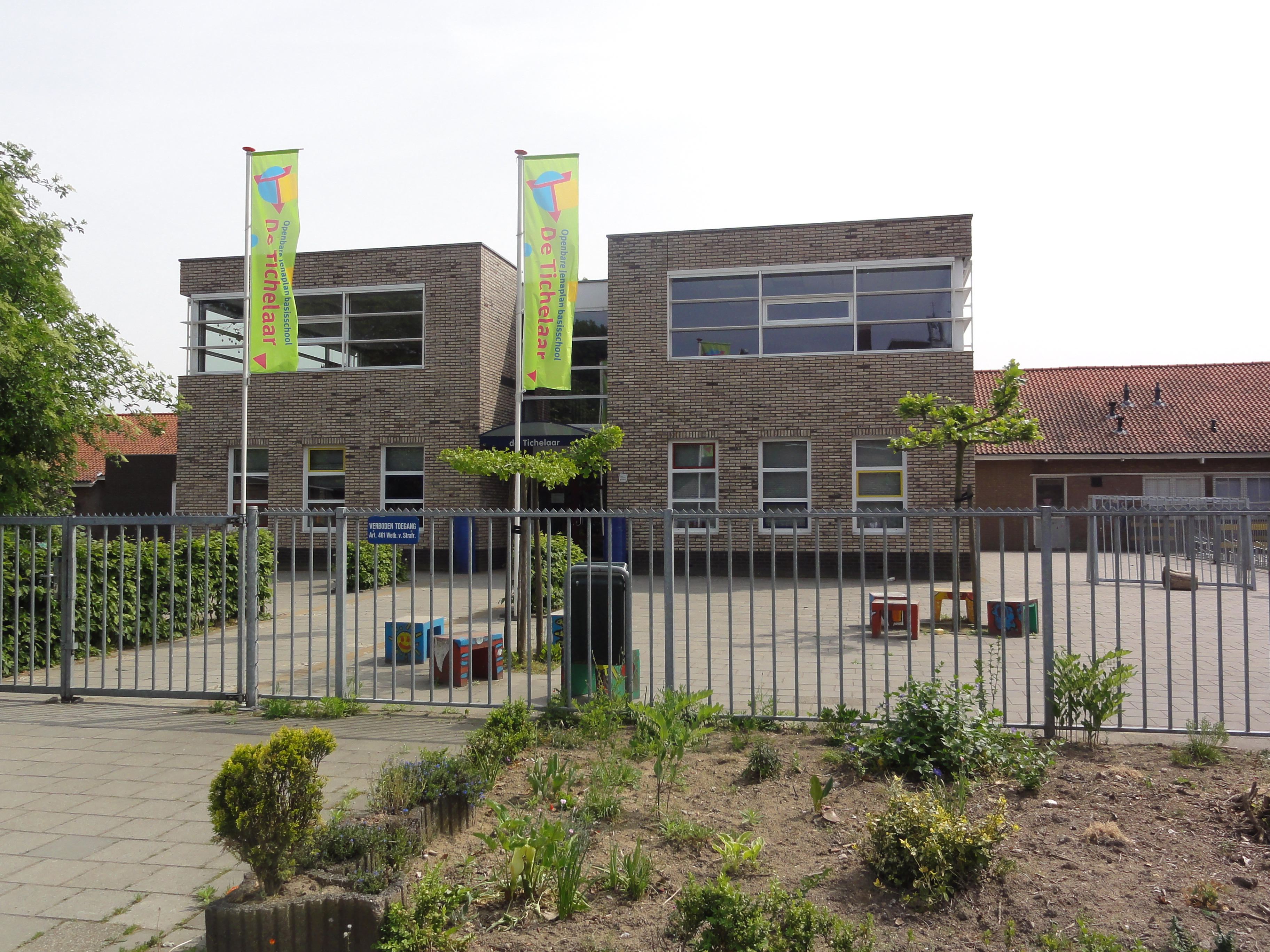
IKC 'De Tichelaar' (basisonderwijs)

Gendt heeft twee basisscholen: IKC 'De Vonkenmorgen' en IKC 'De Tichelaar'. Allebei de scholen zijn een integraal kindcentrum (IKC).

## Muziek
De twee belangrijkste en bekendste muziekverenigingen in Gendt zijn harmonieorkest 'St. Caecilia' en schutterij 'St. Sebastianus'. Harmonieorkest St. Caecilia bestaat uit een harmonieorkest, een A-Slagwerkgroep en een B-Slagwerkgroep. De A-Slagwerkgroep (onder leiding van dirigent Casper Traa) is verscheidene keren Nederlands kampioen geworden op het ONSK en het NK Concertwedstrijden Slagwerkensembles van de Koninklijke Nederlandse Muziek Organisatie (KNMO). De schutterij St. Sebastianus heeft onder andere een zogenaamde show- & marchingband en een jeugdband. De jeugdband werd opgericht op 29 april 2008 en bestaat uit kinderen tot 16 jaar. De leden van de jeugdband spelen verschillende instrumenten waaronder trombone, trompet, saxofoon en slagwerk.
Naast de hierboven genoemde muziekverenigingen heeft Gendt ook nog een drietal koren. Dit zijn het gemengd koor 'Jubilate' (sinds 1972), het vrouwenkoor 'Just Do It' (sinds 1997) en het smartlappenkoor 'De Notenkrakers' (sinds 2001).

## Sport
Ten zuidwesten van de bebouwde kom van Gendt ligt Sportpark Walburgen. In dit sportpark is de voetbalvereniging 'VV De Bataven' en de volleybalvereniging 'Tweestroom' gevestigd. Ook is er aan de zuidkant van het sportpark een tennisvereniging gevestigd, genaamd 'Lawn Tennisclub Gendt' (LTC Gendt). Links van het sportpark ligt een zwemplas genaamd 'Zwembad Walburgen'. Rechts van het park ligt tevens een recreatieplas, waar onder andere de Gendtse schaatsvereniging 'IJsclub Nooitgedacht' is gevestigd.

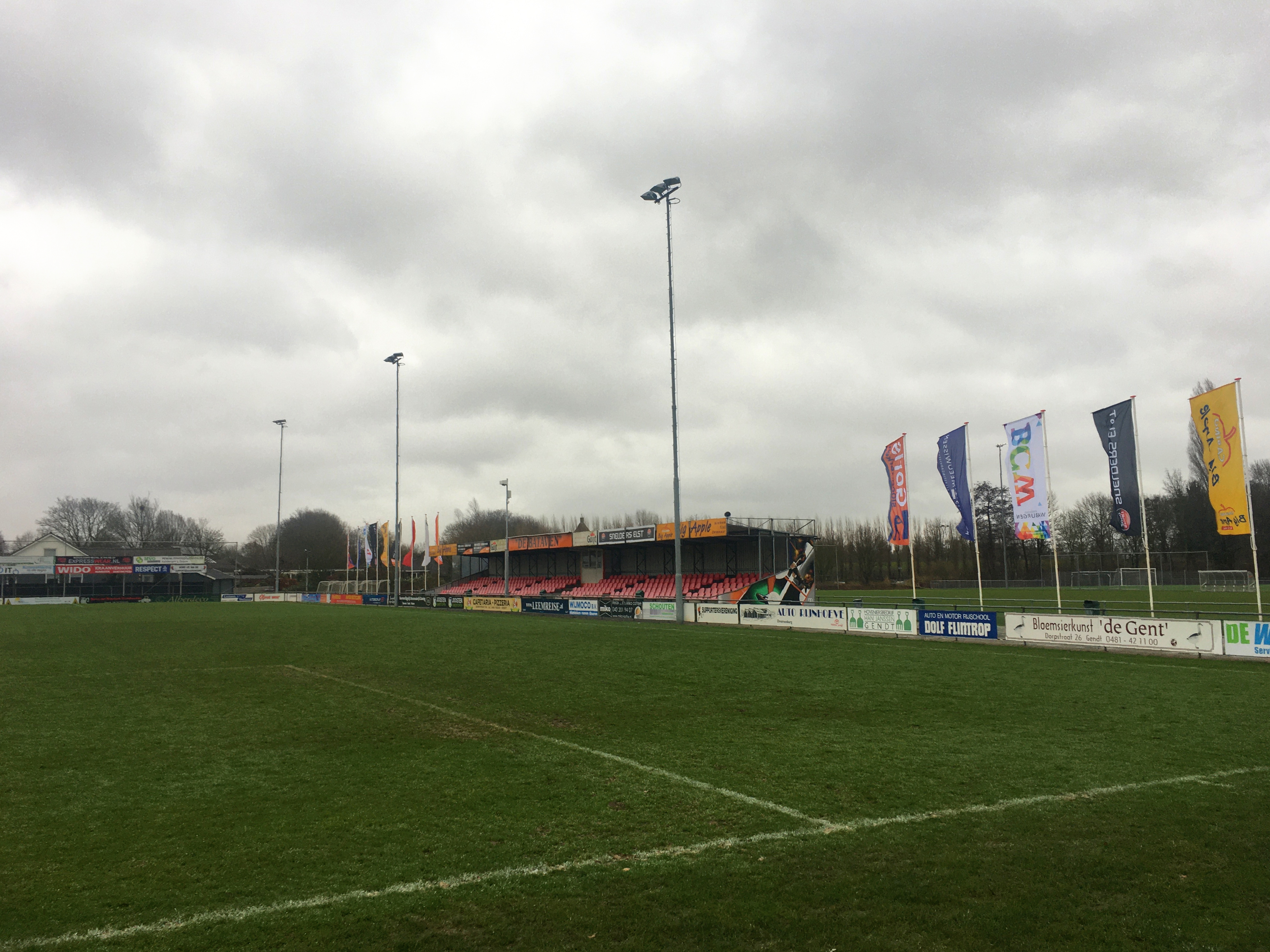
Het stadion van 'VV De Bataven'

## Evenementen

### Gendtse kermis
De jaarlijkse Gendtse kermis vindt plaats in het weekend voorafgaande aan de laatste dinsdag van augustus. Elke avond is er feest in een speciale feesttent, soms met bekende artiesten. Op de eerste kermisdag vindt het vogelschieten plaats om te bepalen wie er dat jaar schutterskoning wordt. Deze gelegenheid is gekoppeld aan het Gendtse schuttersgilde St. Sebastianus. Daarnaast kunnen de leden van de jeugdband van deze schutterij schieten om dat jaar jeugdkoning of jeugdkoningin te worden.

### Gendtse Kersenfeest
Het Gendtse Kersenfeest is een evenement dat elk jaar aan het einde van de maand juni wordt gevierd: van vrijdag tot en met zondag. Sinds 1938 wordt deze traditie al door een van de Gendtse verenigingen georganiseerd. Elke vier jaar wisselen de drie grote Gendtse verenigingen 'St. Sebastianus', 'St. Caecilia' en 'VV De Bataven' elkaar af om het Kersenfeest te organiseren, waarbij elk van de drie grote verenigingen altijd één keer in de vier jaar aan de beurt komt. Eén keer in deze vier jaar wordt het Kersenfeest georganiseerd door een andere Gendtse vereniging (die steeds wisselt tussen overige Gendtse verenigingen), zoals bijvoorbeeld de Gendtse Winkeliersvereniging of volleybalvereniging 'Tweestroom'. Bij elk Kersenfeest wordt er een Kersenkoningin met hofdames gekozen en wordt de prijs de 'Zilveren Kers' uitgereikt aan een vereniging of persoon die zich dat jaar op een bijzondere manier heeft ingezet voor de Gendtse gemeenschap. Het Gendtse Kersenfeest speelt zich hoofdzakelijk af in het centrum van de plaats, waar een lunapark wordt geopend en wordt gefeest in een feesttent.

## Bekende personen

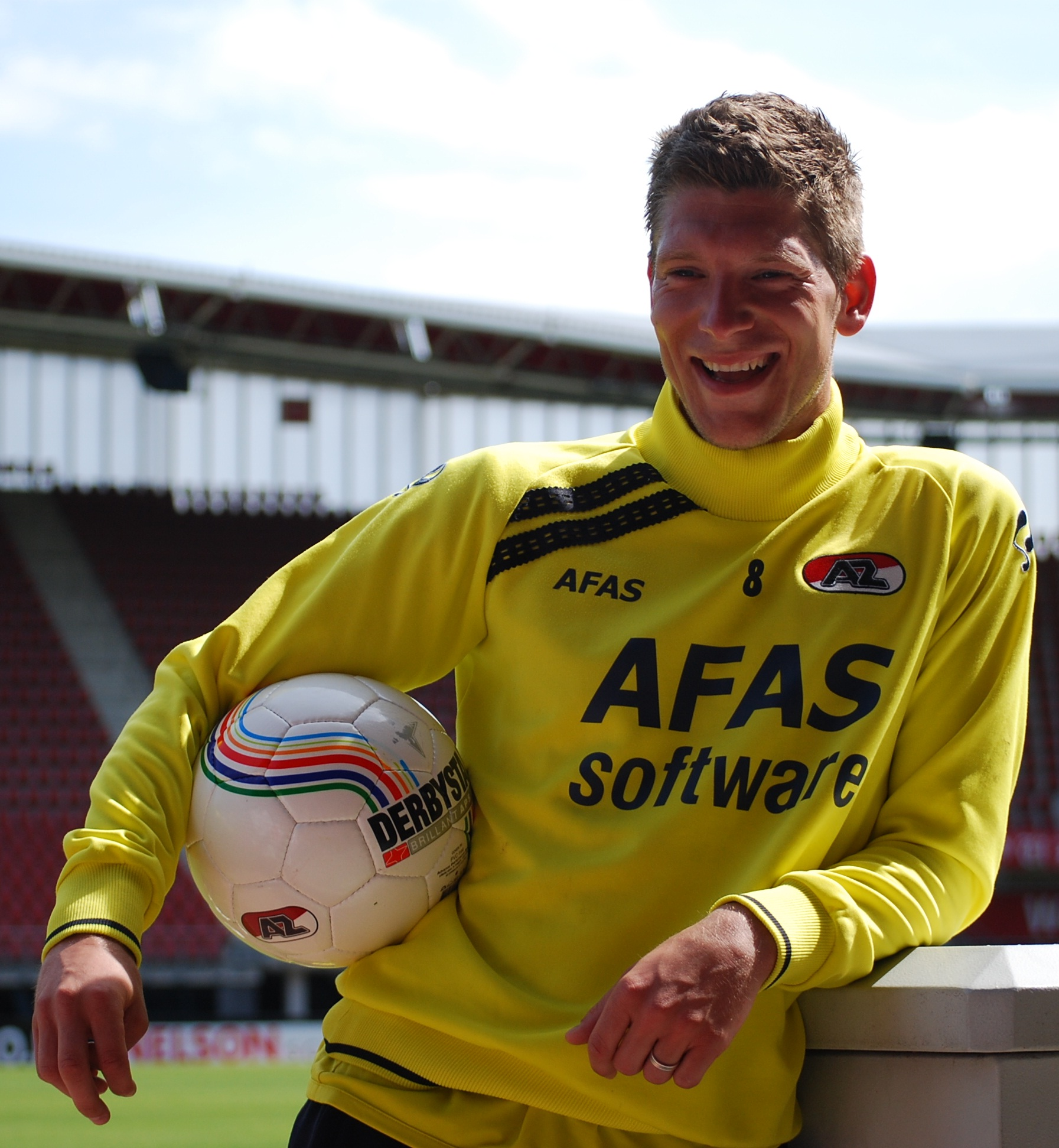
Stijn Schaars, voormalig profvoetballer uit Gendt. Hij was international in het Nederlands voetbalelftal in de periode 2006–2016.

Bekende personen die in Gendt zijn geboren, er wonen, of hebben gewoond zijn:
- J.G.W. Merkes van Gendt (1798–1859), kolonel, vestingdeskundige en adjudant van Willem II
- Stephanus Meurkens (1813–1891), missionaris in Suriname, kamerheer van de paus
- Hendrik Braam (1879–1956), vakbondsactivist en oprichter van de eerste vakbond van steenfabrieksarbeiders
- Matthijs van Deventer, (?–?), 18e-eeuws orgelbouwer (werkte in Gendt)
- Wilhelmus Arnoldus Josephus van der Meulen (1893-1980), politicus (geboren in Gendt)
- Jo van der Meulen (1895-1971), politicus en voormalig burgemeester van Gendt (geboren in Gendt)
- Jesualda Kwanten (1901–2001), beeldhouwer (geboren in Gendt)
- Jan Niënhaus (1929–2000), titulair bisschop van Benda en hulpbisschop van aartsbisdom Utrecht (geboren in Gendt)
- Wim Tap (1938), schilder en beeldhouwer (geboren in Gendt)
- Harrie Janssen (1960), componist, dirigent en voormalig lid van St. Caecilia (geboren in Gendt)
- Esther Gerritsen (1972), toneel- en romanschrijfster (groeide op in Gendt)
- Mirjam Melchers (1975), wielrenster (geboren in Gendt)
- Erik Wegh (1980), voetballer (geboren in Gendt)
- Sjoerd Rensen (1984), doelman (geboren in Gendt)
- Stijn Schaars (1984), voetballer (geboren in Gendt)

## Partnerstad
- Kalkar (Duitsland)

## Fotogalerij

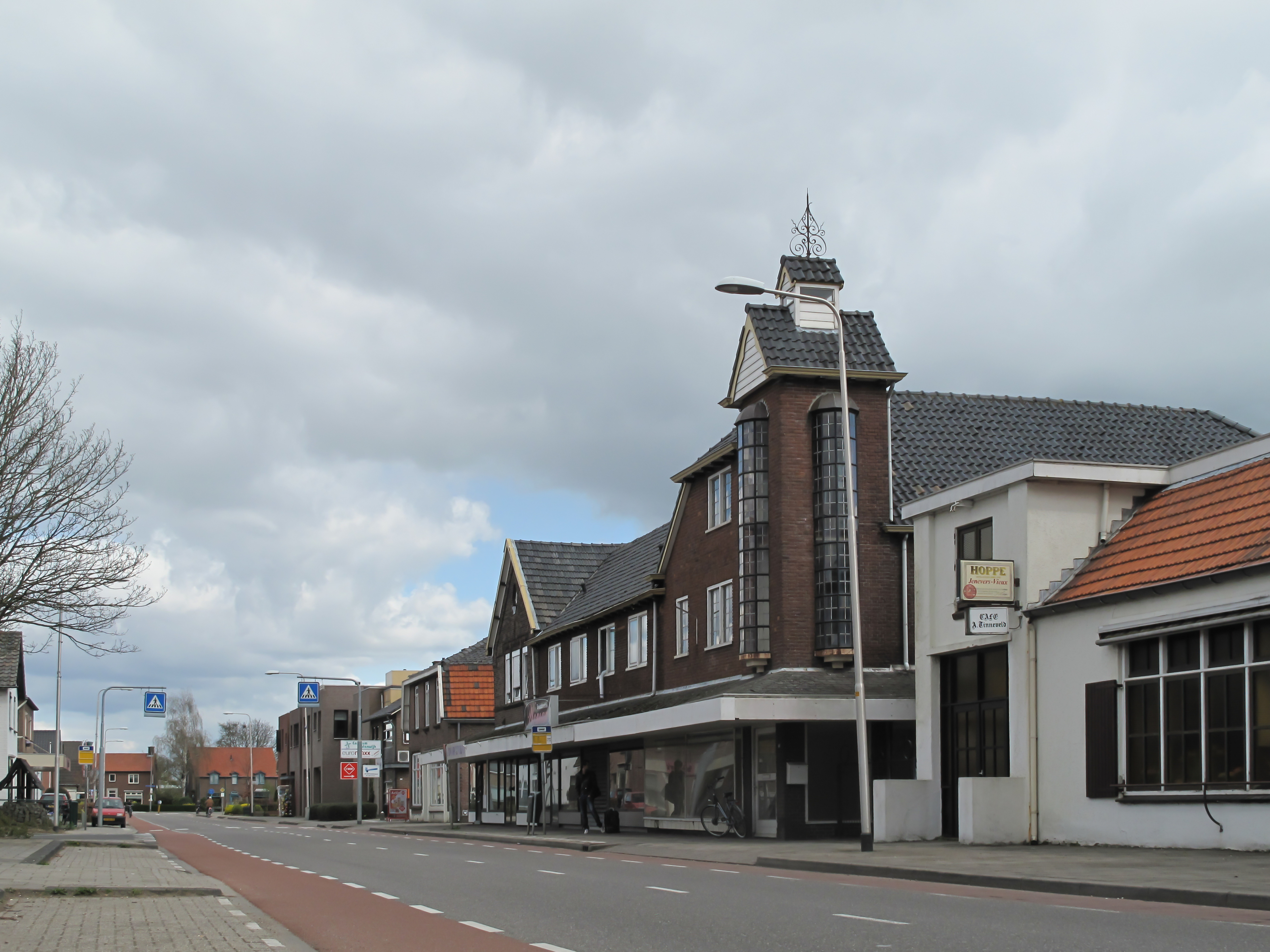
Dorpstraat in Gendt
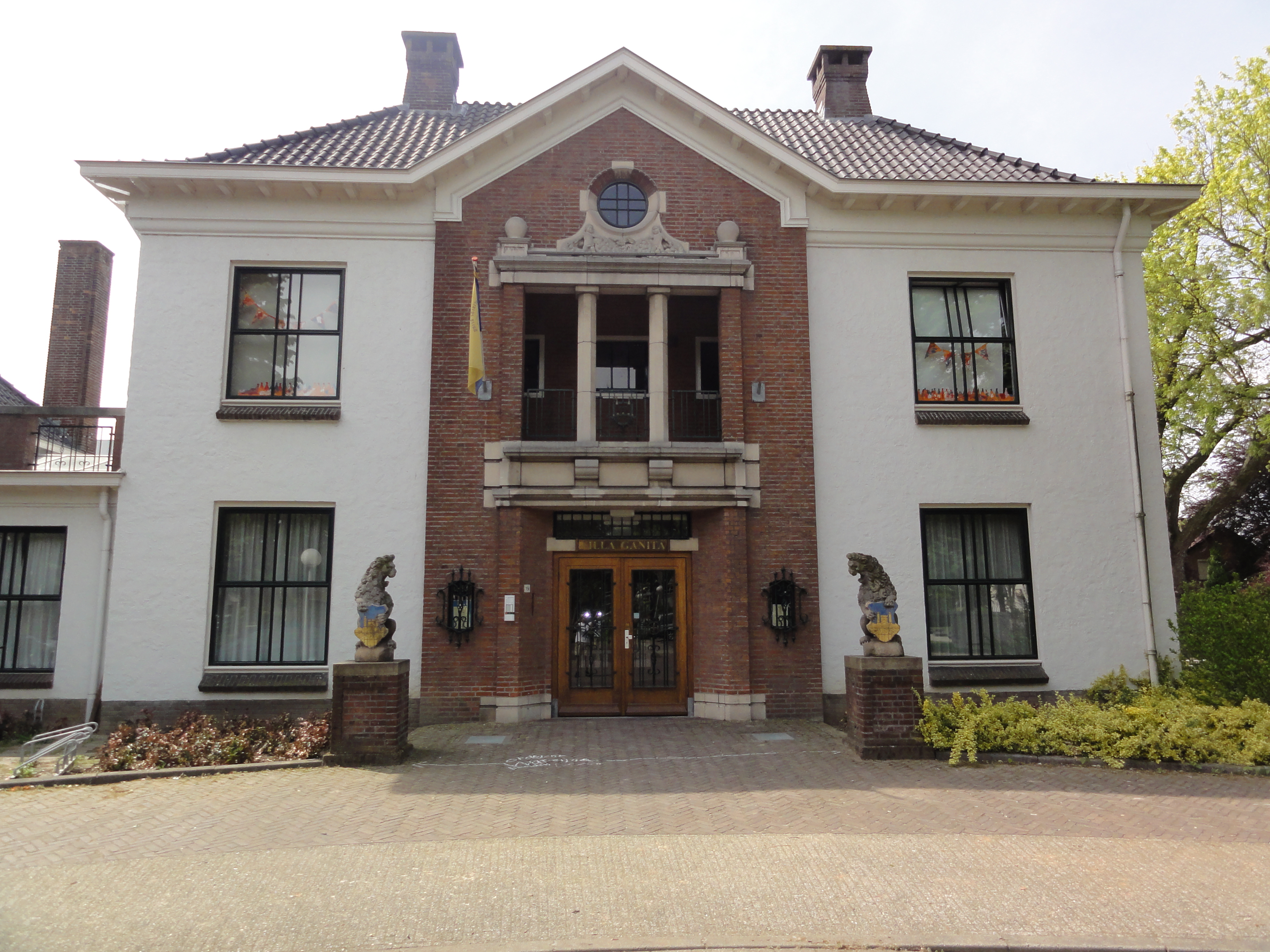
Voormalig gemeentehuis van Gendt
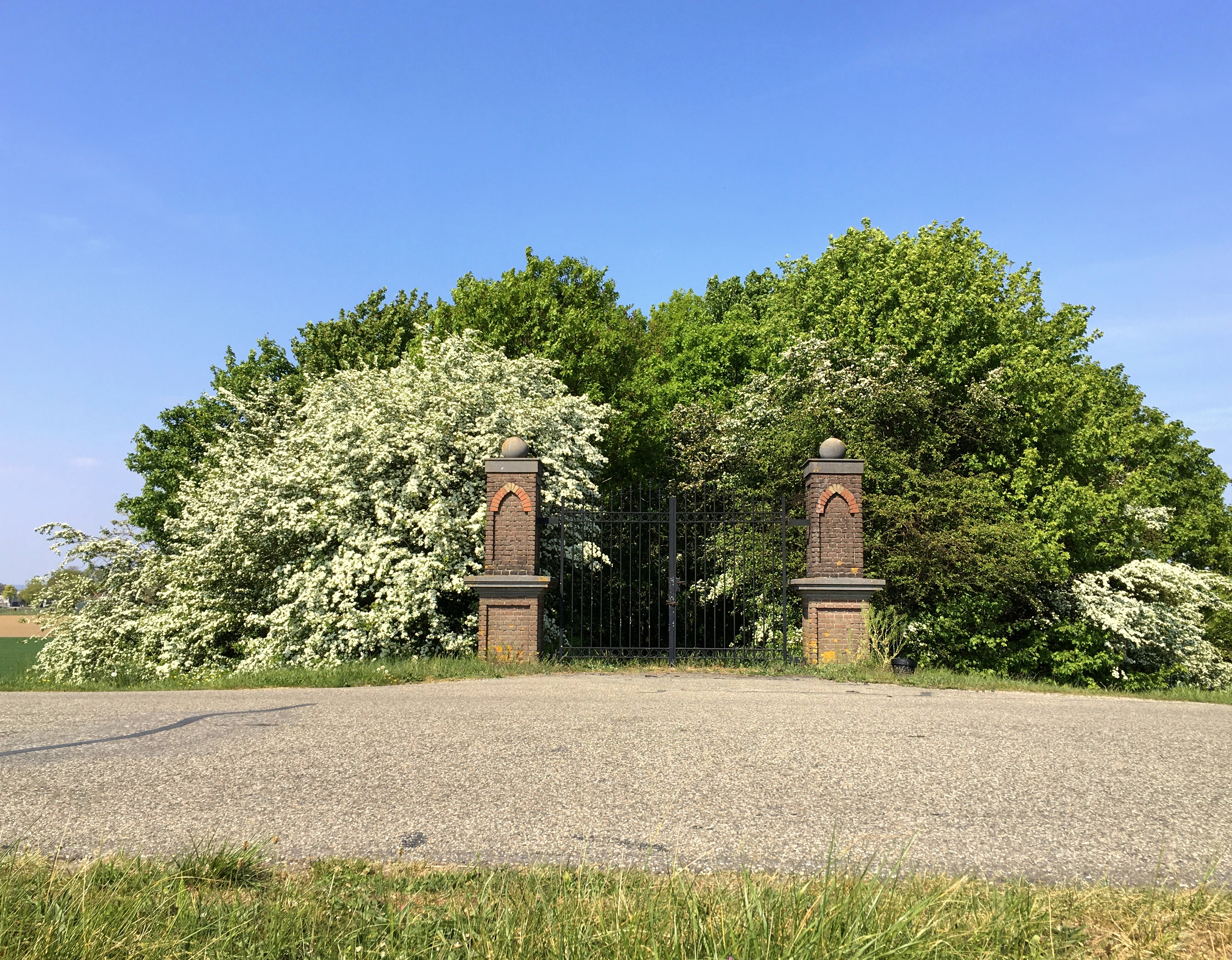
Poort van Landgoed Hagevoort
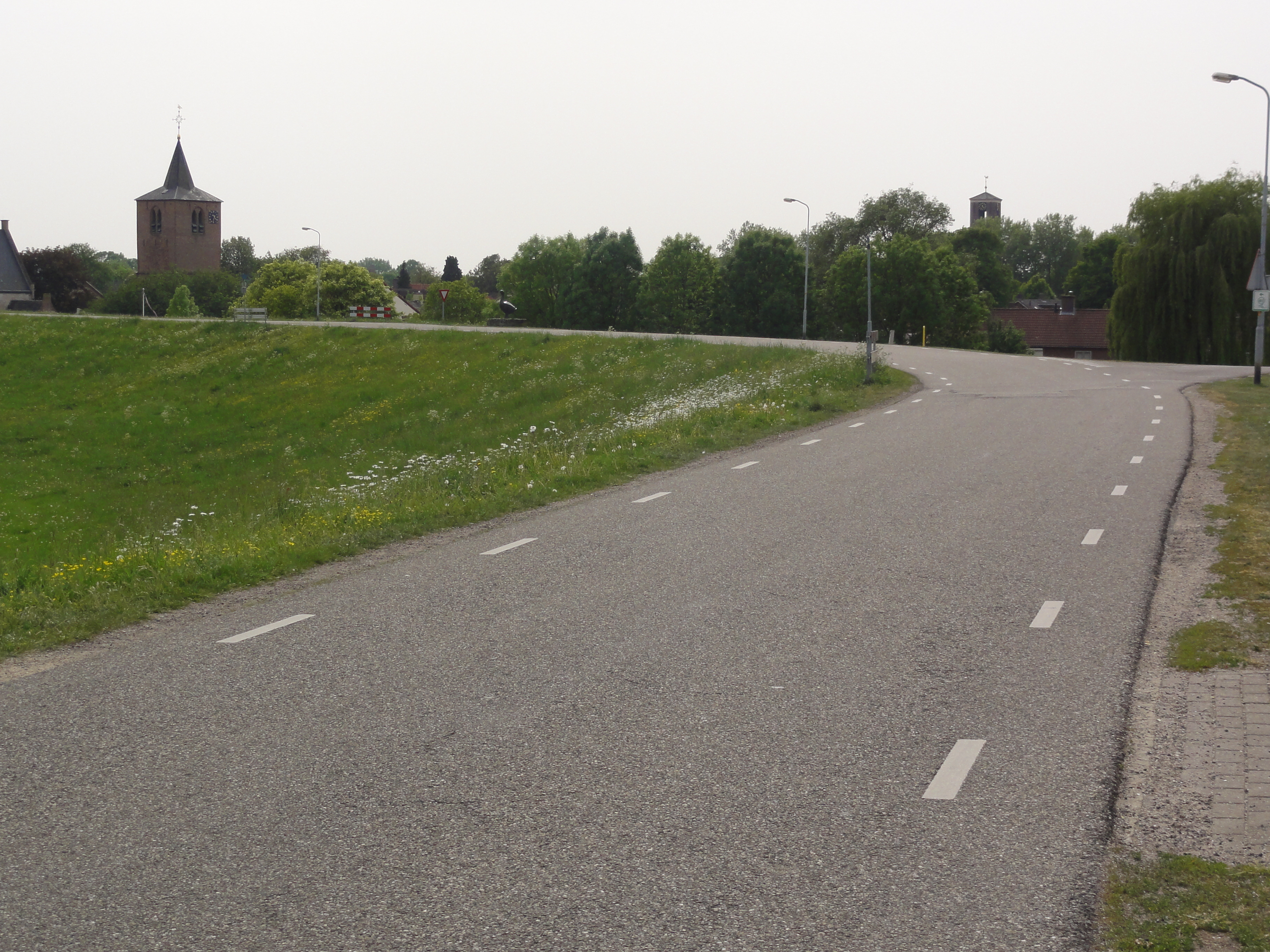
De Waaldijk (beide kerktorens zijn te zien)
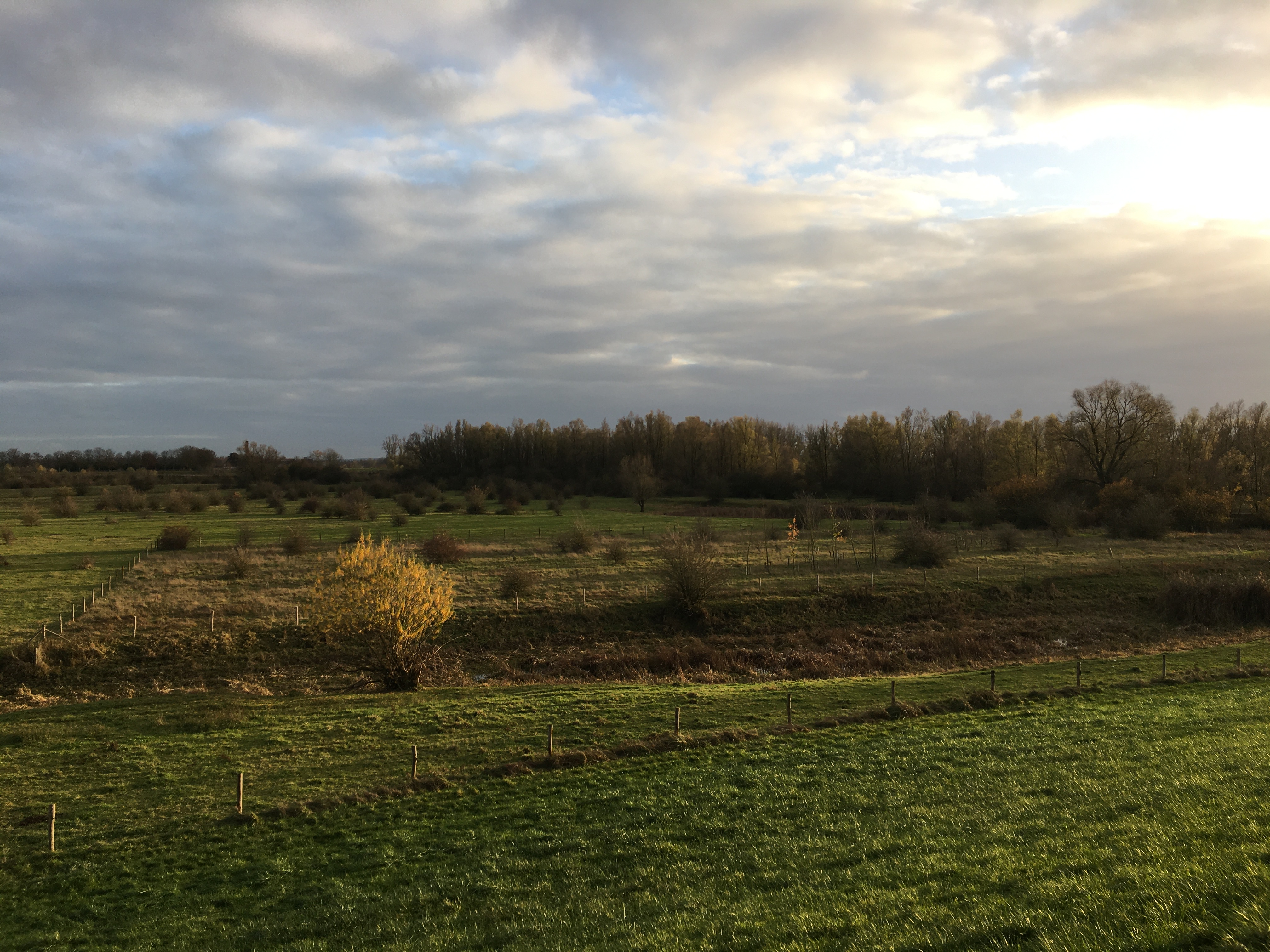
Gendtse uiterwaarden (Gelderse Poort)
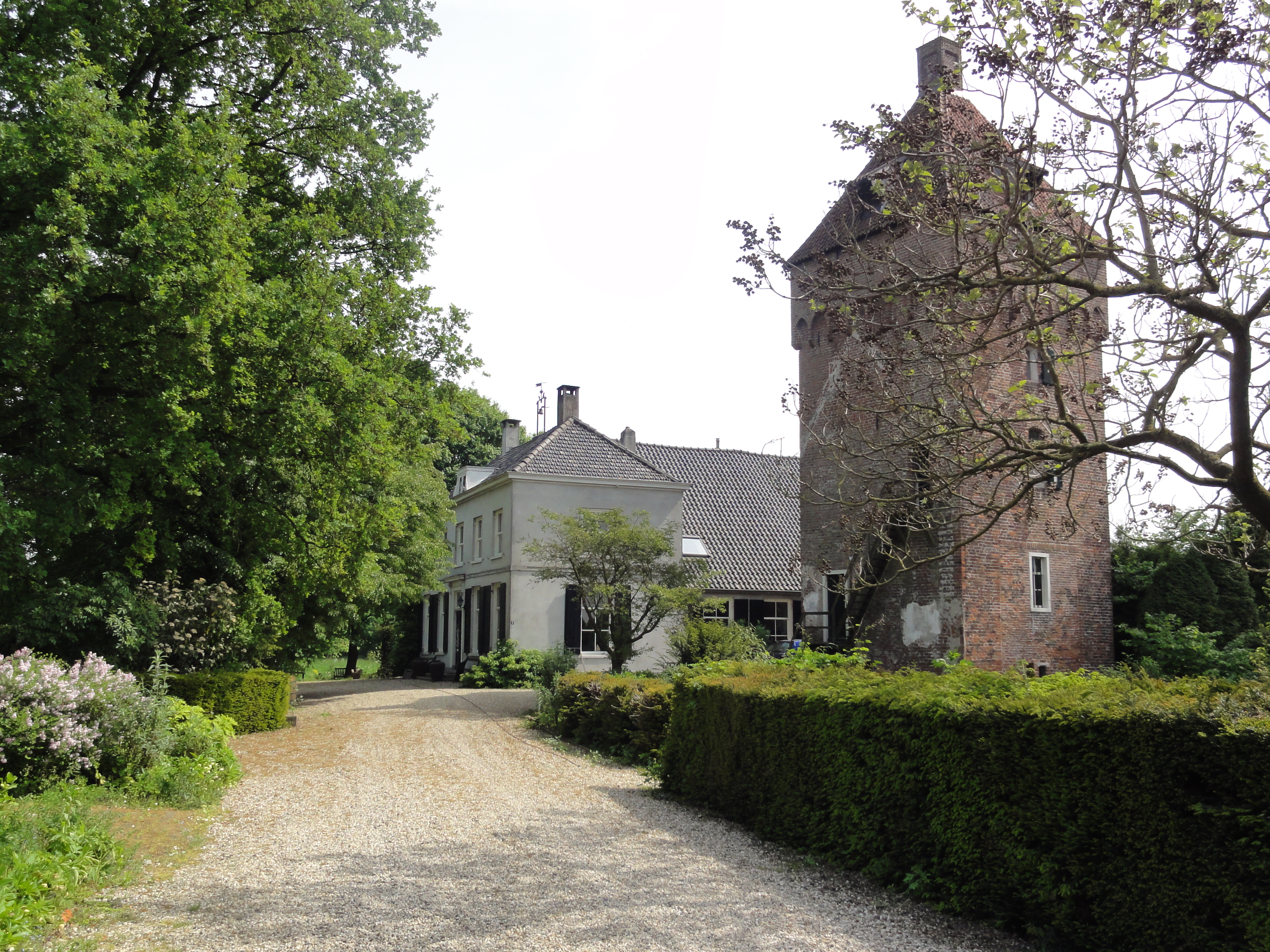
Poelwijklaan 5 (rijksmonument)
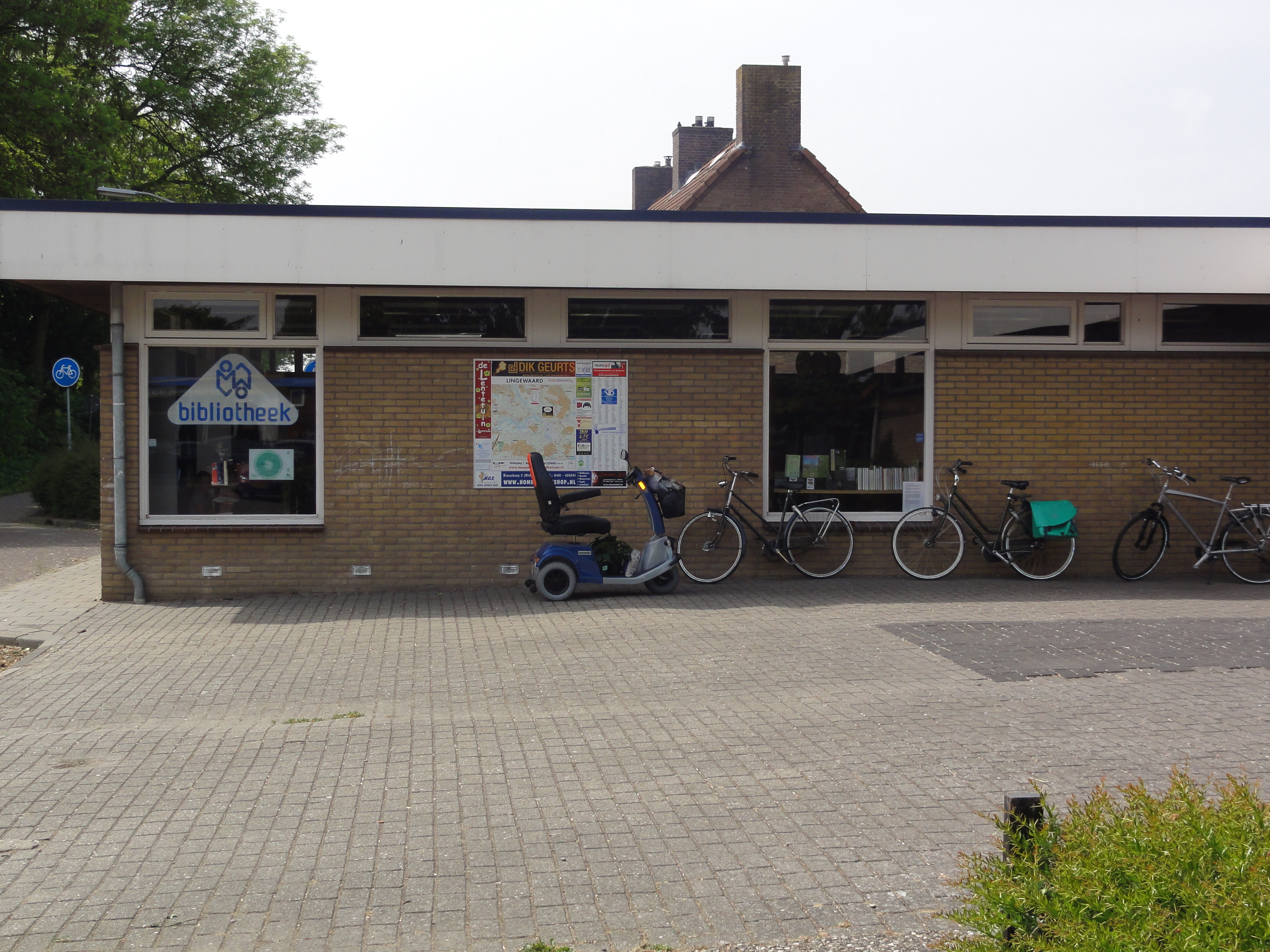
Bibliotheek Gendt
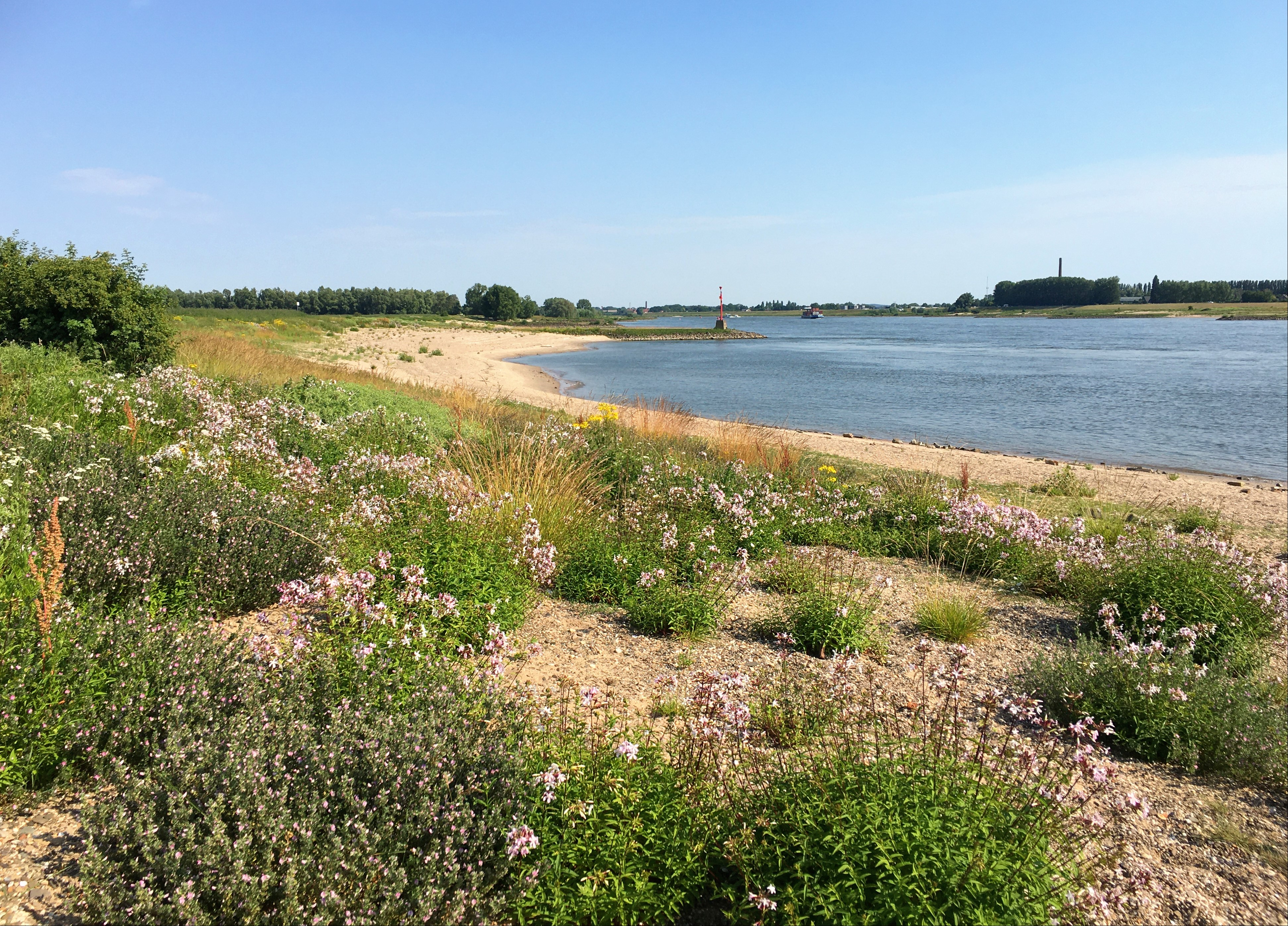
De Waal bij Gendt
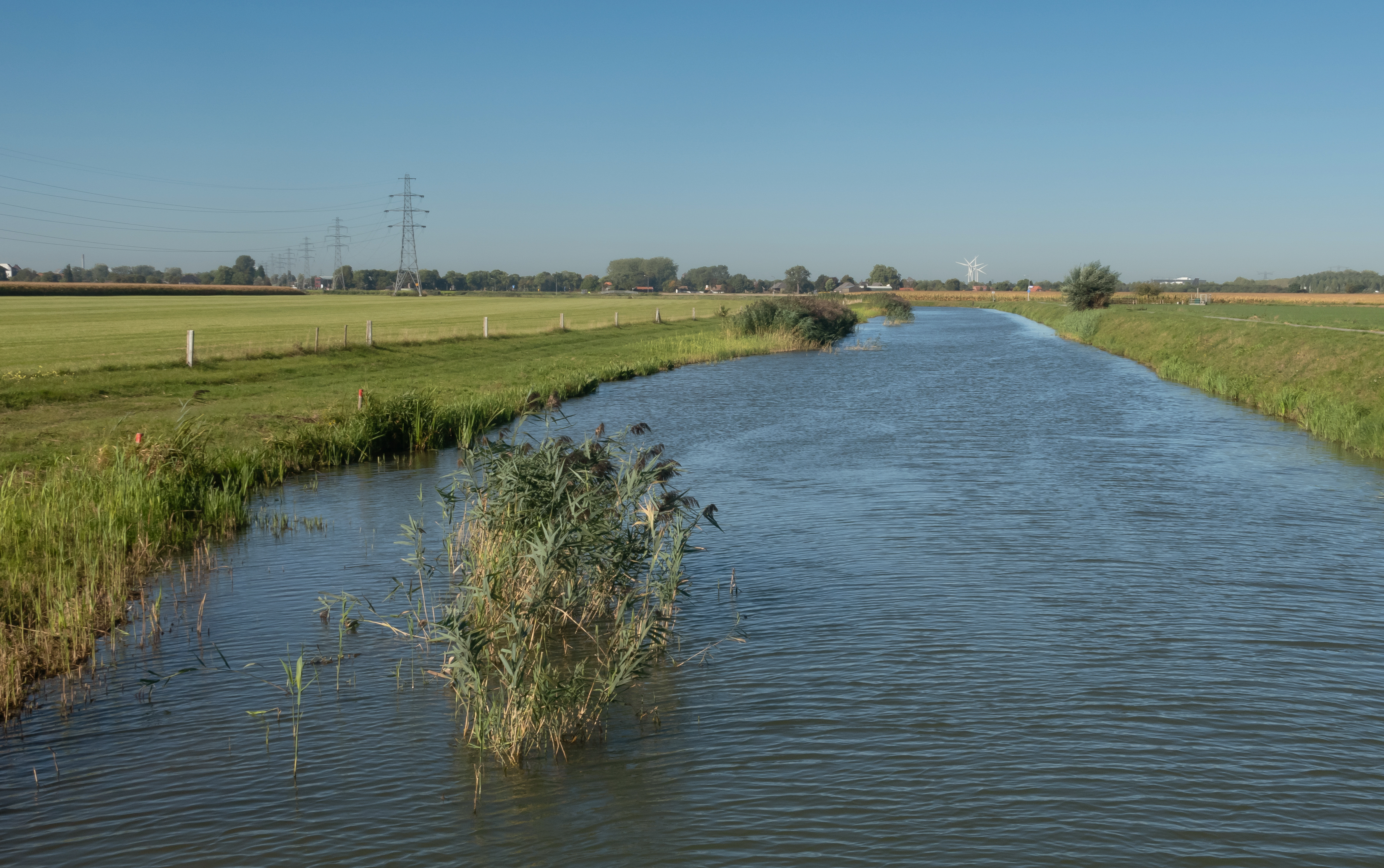
De Linge bij Gendt
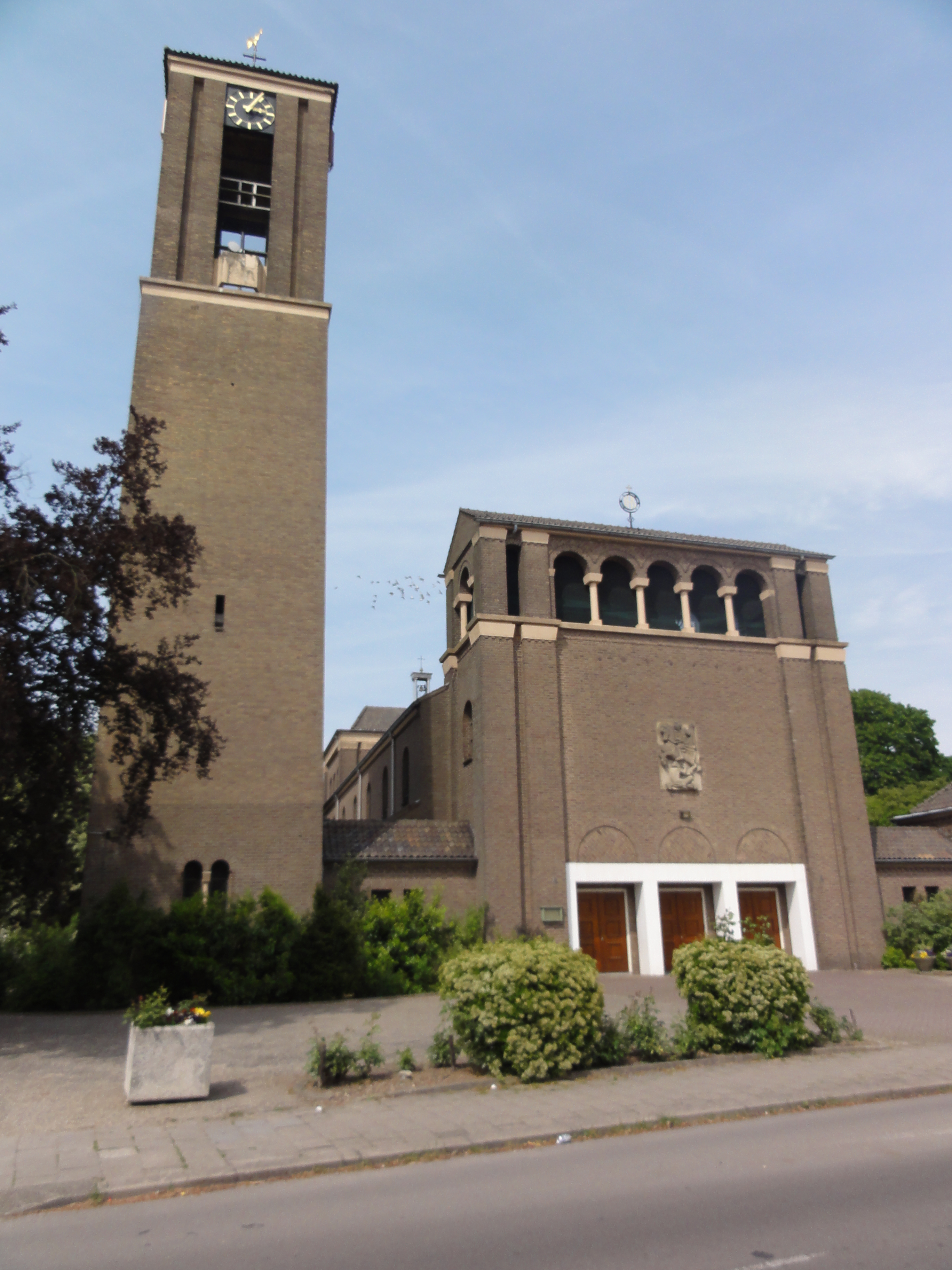
Voormalige Martinuskerk
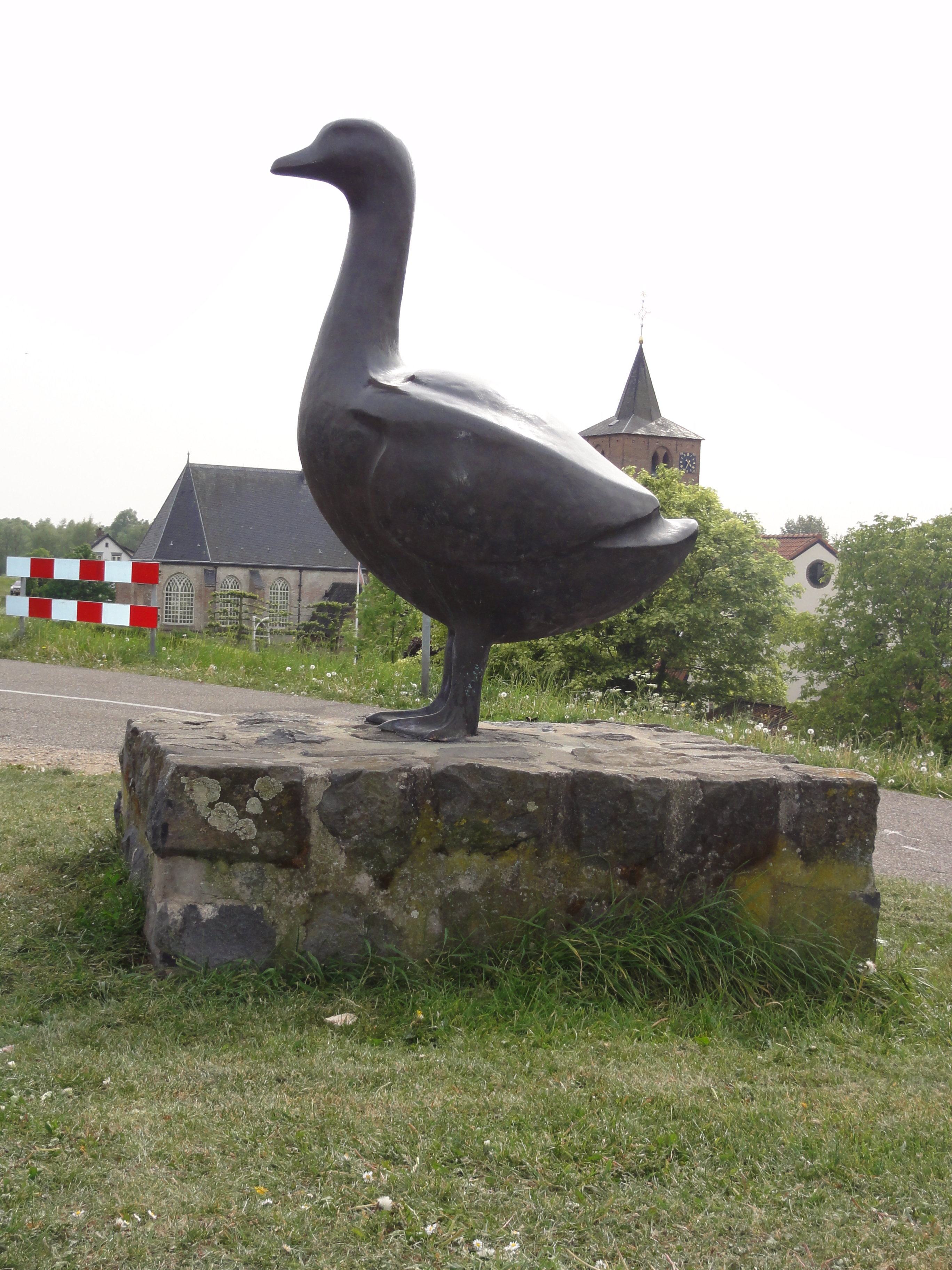
De Gent (sculptuur)
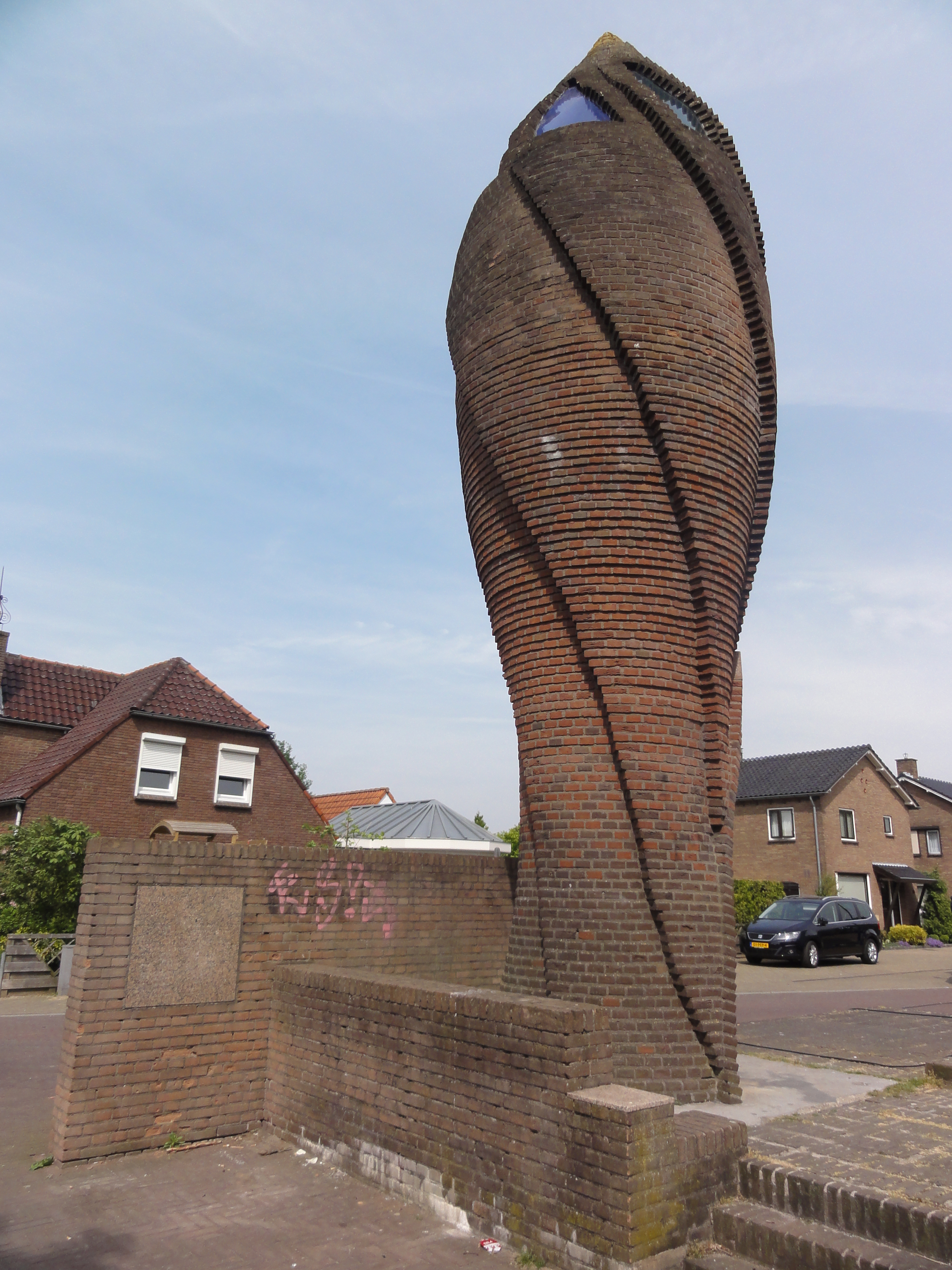
De Vlam (sculptuur)
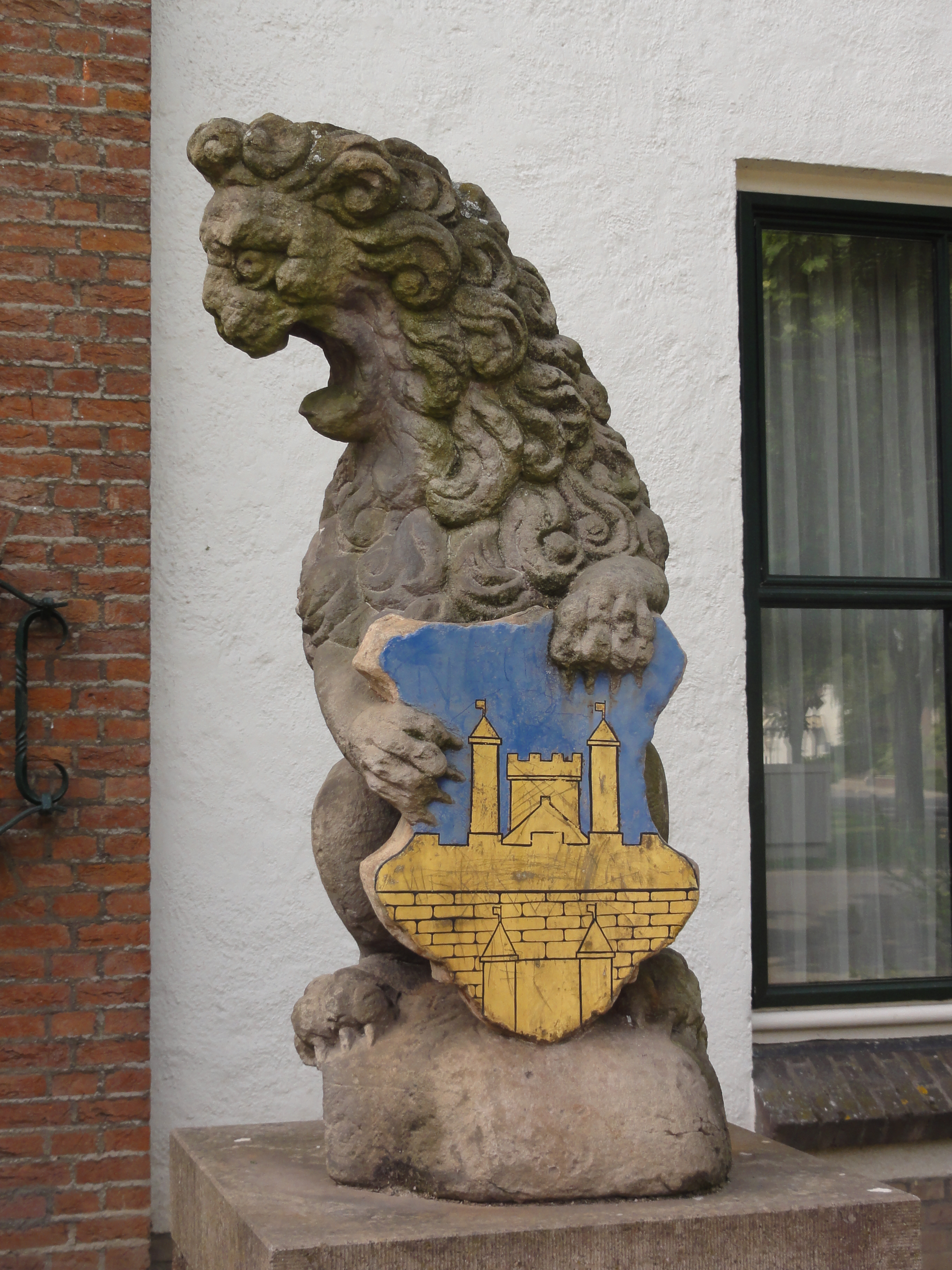
Wapenleeuw bij het voormalig stadhuis
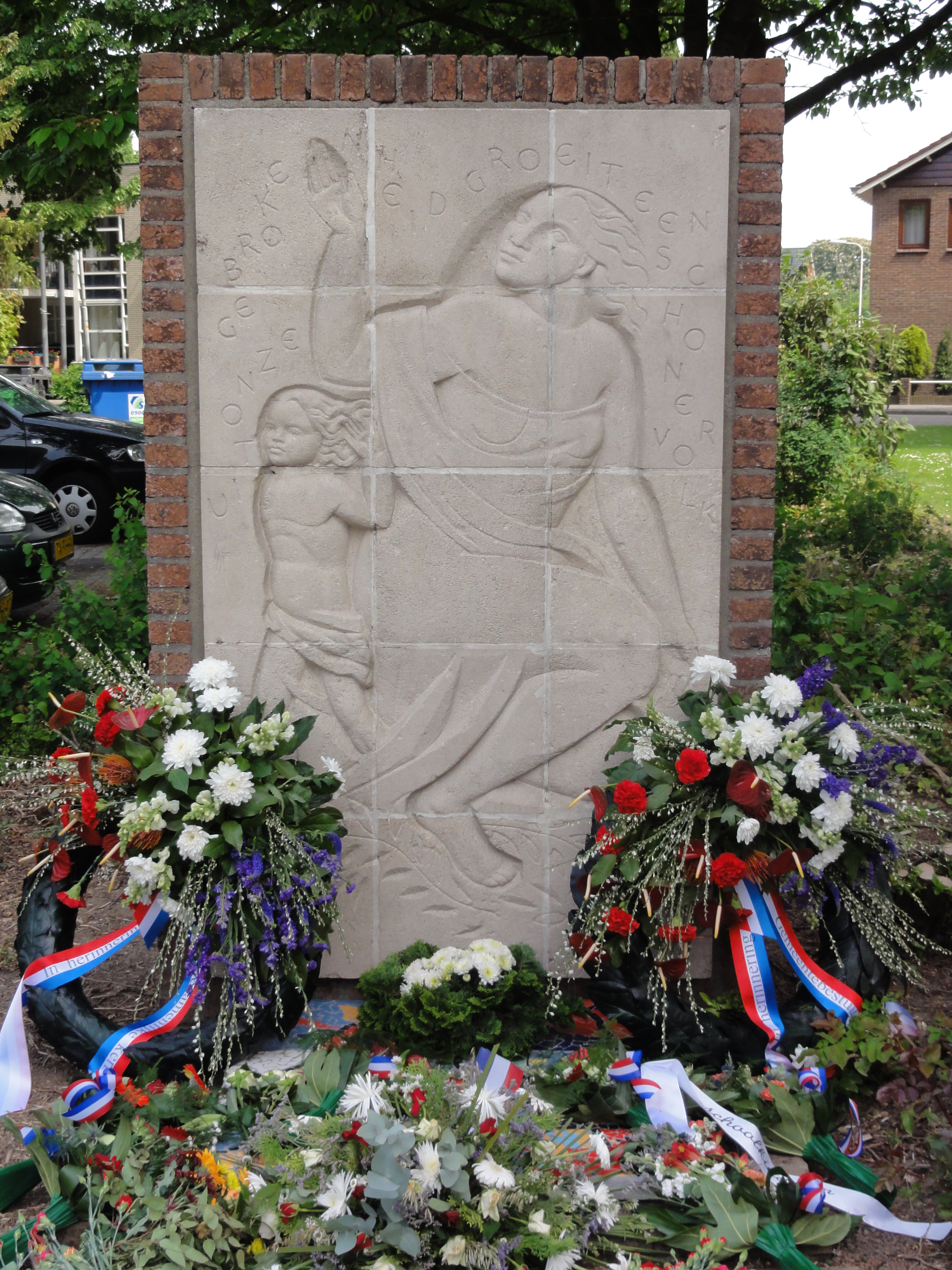
Herrijzend Nederland (oorlogsmonument)

## Trivia
- De naam Gendt verwijst waarschijnlijk naar het Keltische woord gena dat 'mond' of 'samenvloeiing' betekent. Er wordt echter vaak gedacht dat de plaatsnaam naar het woord gent verwijst, dat 'gans' betekent.[7]
- De alternatieve naam van Gendt tijdens de carnaval is 't Sprauwennest.
- Een typisch Gendtse lekkernij is de riefkoek. Dit is een koek die wordt gemaakt van aardappelen, meel en eieren.
- Op zondag 8 mei 2016 kwam de 99ste editie van de wielerwedstrijd de Ronde van Italië door Gendt.